# Cristo y la adúltera (Rembrandt)

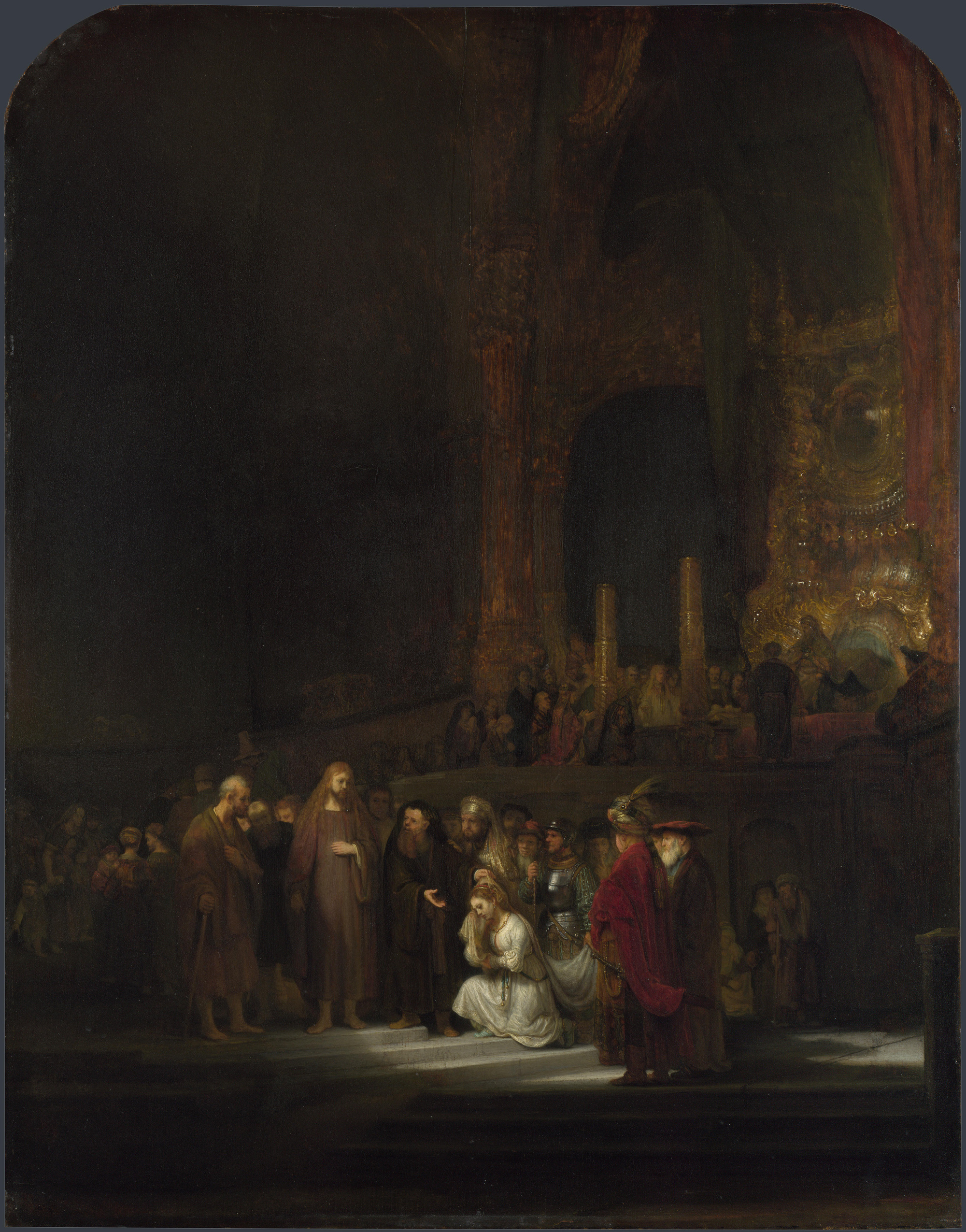
Cristo y la adúltera, de Rembrandt

Cristo y la adúltera es una pintura de Rembrandt, de 1644, comprada por la Galería Nacional de Londres en 1824, como parte de su conjunto fundacional de pinturas. Es un óleo sobre roble de 83.8 x 65.4 cm.
Rembrandt muestra el pasaje de Jesús y la mujer sorprendida en adulterio del Evangelio de Juan. En la escena, varios judíos, principalmente escribas y fariseos, intentan evidenciar que Jesús perdona la desobediencia a la ley judaica, pues saben que se compadece de los pecadores. Para eso,  presentan a una mujer pillada mientras cometía adulterio. Entonces dicen "Maestro, esta mujer ha sido sorprendida en el acto mismo de adulterio. En la ley, Moisés nos manda apedrear a las de esta clase. ¿Qué dices tú?", y Jesús responde, "El que esté libre de pecado, que arroje la primera piedra" (Juan 8: 3-7).
Rembrandt hizo que Jesús parezca más alto que las demás figuras, y más resplandeciente. En contraste, los judíos están en la penumbra y parecen más bajos. Simbólicamente, la altura de Jesús representa su superioridad moral sobre quienes intentan tenderle una trampa.

## Materiales
La pintura fue investigada por los científicos de la Galería Nacional de Londres. Rembrandt empleó su habitual número limitado de pigmentos, como ocres, bermellón, lacas rojas, albayalde, plomo amarillo y carbón animal.

## Enlaces
- Cristo y la adúltera (Pittoni)